# EleKtrik: Live in Japan
Albums de King Crimson
Ladies of the Road
(2002) The Power to Believe Tour Box
(2003)
EleKtrik: Live in Japan est un album live de King Crimson enregistré et sorti en 2003.

## Titres
Toutes les chansons sont d'Adrian Belew, Robert Fripp, Trey Gunn et Pat Mastelotto, sauf One Time (Belew, Bruford, Fripp, Gunn, Levin, Mastelotto).
1. Introductory Soundscape (Fripp) – 5:05
2. The Power to Believe (Part I: A Cappella) – 0:41
3. Level Five – 7:22
4. ProzaKc Blues – 5:59
5. EleKtriK – 8:01
6. Happy With What You Have to be Happy With – 4:14
7. One Time – 6:00
8. Facts of Life – 5:29
9. The Power to Believe (Part II: Power Circle) – 8:43
10. Dangerous Curves – 6:02
11. Larks' Tongues In Aspic (Part IV) – 10:32
12. The World's My Oyster Soup Kitchen Floor Wax Museum – 6:31

## Musiciens
- Robert Fripp : guitare
- Adrian Belew : guitare, chant
- Trey Gunn : guitare Warr
- Pat Mastelotto : batterie, percussions